# Mars 2020

Trajektoria lotu

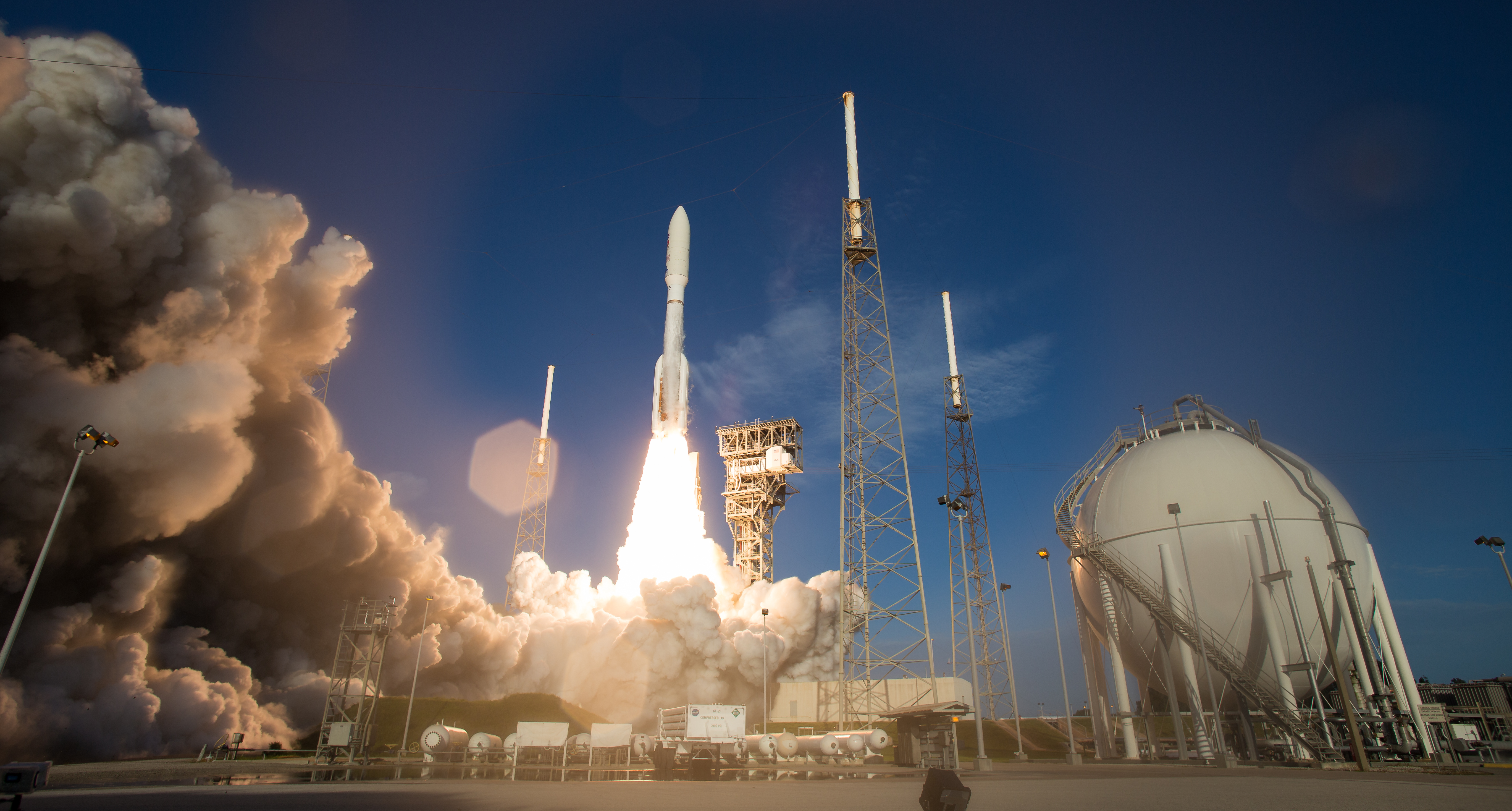
Start misji Mars 2020 z Przylądka Canaveral

Mars 2020 – bezzałogowa misja badawcza Marsa amerykańskiej agencji kosmicznej NASA rozpoczęta w lipcu 2020 roku. W skład bezzałogowej sondy weszły: moduł przelotowy, lądownik wraz z żurawiem oraz pojazdy marsjańskie: łazik Perseverance i helikopter Ingenuity. Całość została wyniesiona z wyrzutni nr 41 wojskowej bazy lotniczej na przylądku Canaveral rakietą Atlas V w wariancie 541, 30 lipca 2020 roku o godzinie 11:50 UTC. Lądowanie w kraterze Jezero odbyło się, zgodnie z planem, 18 lutego 2021 roku.
Łazik wylądował o godzinie 20:56 UTC. Lądowanie zakończyło się pełnym powodzeniem. Łazik nie został uszkodzony i ok. 21:00 UTC przesłał pierwsze zdjęcia z powierzchni.
Do zadań misji należy zbadanie możliwości istnienia życia na Marsie (głównie w przeszłości), analiza marsjańskiego klimatu, geologii, a także przygotowanie przyszłych misji załogowych na Marsa.

## Podróż na Marsa

### Lot na Marsa
W dniu lądowania na Marsie sonda przebyła dystans 470 milionów kilometrów względem Słońca. Odległość między Ziemią a Marsem mierzy od 56 milionów kilometrów do 401 milionów kilometrów (wynika to z położenia planet na orbitach). Sonda przebyła większy dystans niż maksymalna odległość między Ziemią a wolniej orbitującym Marsem – okno startowe jest kompromisem między czasem lotu a energią napędu. Na około 20 godzin przed lądowaniem prędkość przelotowa sondy (względem Słońca) wynosiła około 76 820 kilometrów na godzinę.

### Lądowanie na Marsie
Podejście do lądowania i lądowanie w dniu 18 lutego 2021 r. było w pełni zautomatyzowane, podobnie jak w poprzednich misjach, ze względu na czas tranzytu sygnału między Ziemią a Marsem wynoszący około 11 minut; odpowiednie instrukcje zostały zaprogramowane w statku kosmicznym i łaziku. Stopień zejściowy był w stanie wykryć przeszkody i w razie potrzeby zmienić miejsce lądowania za pomocą ruchów bocznych do 300 metrów.

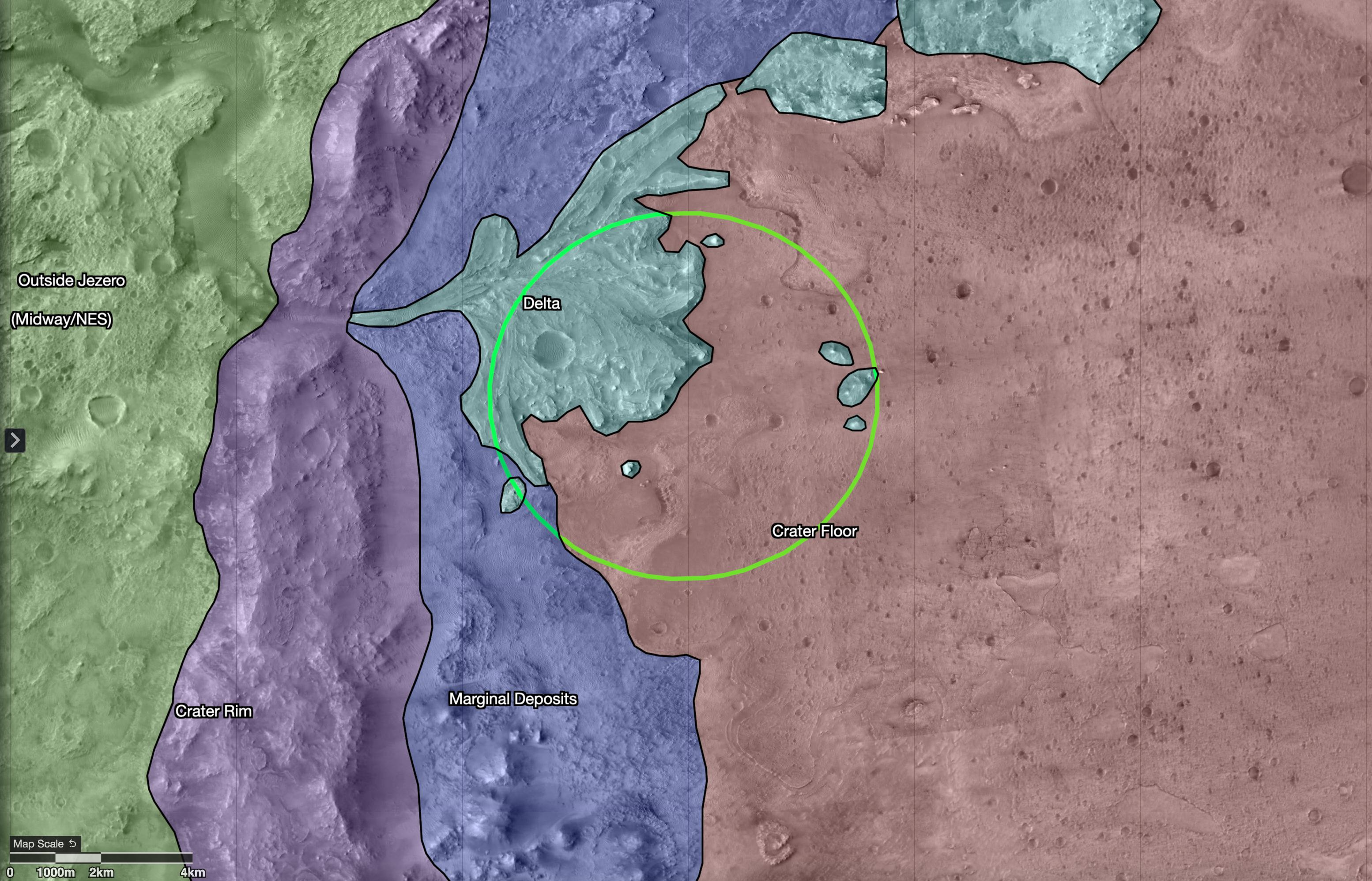
Miejsce lądowania łazika

Podczas lądowania i po nim, które zostało potwierdzone w Centrum Kontroli Misji JPL o 20:55 UTC, nad miejscem lądowania przeleciała sonda Mars Reconnaissance Orbiter, która jest połączona z Ziemią poprzez Deep Space Network i służyła jako stacja przekaźnikowa. Kilka godzin po lądowaniu Exomars Trace Gas Orbiter przeszedł nad miejscem lądowania i przejął rolę stacji przekaźnikowej. Sonda kosmiczna Maven zmieniła kurs przed lądowaniem na Marsie 2020, aby udokumentować to wydarzenie za pomocą swoich instrumentów. Mars Express monitoruje lokalne warunki pogodowe w miarę postępu misji.

### Pierwszy lot helikopterem
Pierwszy lot Ingenuity odbył się 19 kwietnia 2021 roku. Po raz pierwszy leciał na Marsie przez 39 sekund, osiągając wysokość lotu wynoszącą trzy metry. Był to pierwszy lot śmigłowca na obcym ciele niebieskim.

## Misja
Misja ma na celu poszukiwanie dowodów – biosygnatur istnienia życia drobnoustrojów i wody na Marsie w przeszłości. Jest częścią Mars Exploration Program. Planowane jest zebranie i przechowanie 31 próbek rdzeni skalnych i gleby powierzchniowej, które w późniejszej fazie misji będą wysłane na Ziemię do analizy – co jest głównym etapem misji. Perseverance zbada również powierzchnię Marsa i dokona pomiarów pod kątem planowania przyszłych ekspedycji ludzkich na czerwoną planetę. Ponadto dokona zamiany małej próbki CO2 z marsjańskiej atmosfery na tlen.

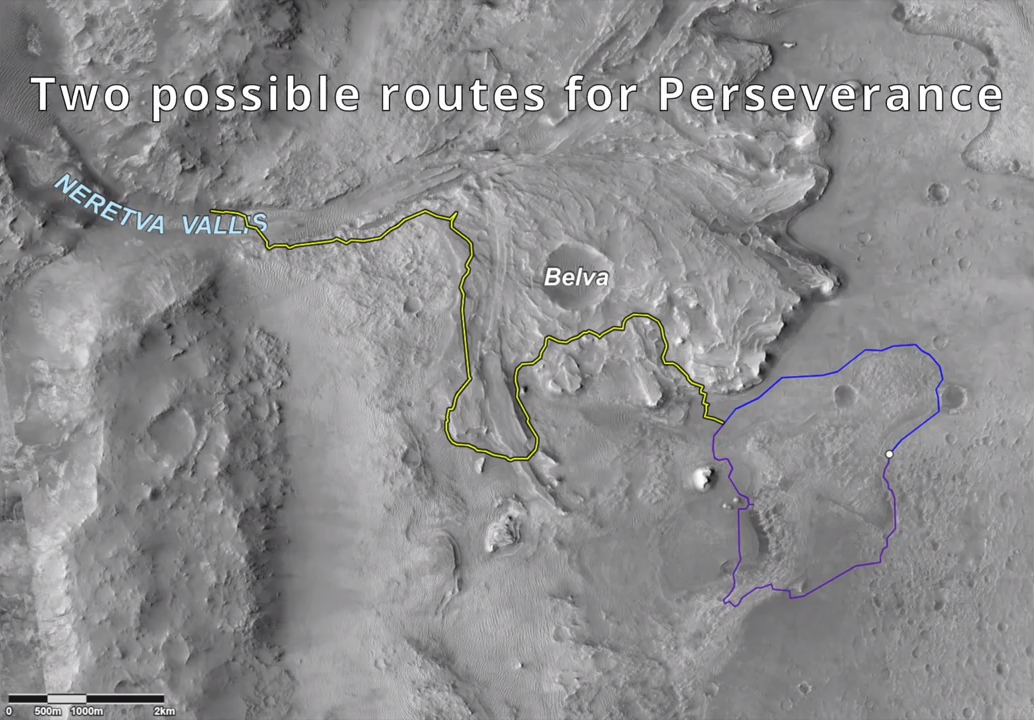
Możliwe trasy łazika Perseverance

Łazik Perseverance bada krater Jezero, który jak przypuszczają naukowcy, był głębokim na 250 m jeziorem około 3,9 miliarda do 3,5 miliarda lat temu. Jezero posiada dziś widoczną deltę rzeczną, a przepływająca przez nią woda zdeponowała przez eony wiele osadów, które są „niezwykle dobre w zachowywaniu biosygnatur”. Osady w delcie prawdopodobnie zawierają węglany i uwodnioną krzemionkę, o których wiadomo, że zachowują mikroskopijne skamieniałości na Ziemi przez miliardy lat. Przed wyborem Jezero, do września 2015 roku rozważano osiem proponowanych miejsc lądowania misji; Columbia Hills w kraterze Gusev, krater Eberswalde, krater Holden, krater Jezero, Mawrth Vallis, północno-wschodni Syrtis Major Planum, Nili Fossae oraz południowo-zachodnią Melas Chasma.
Ulepszona technologia precyzyjnego lądowania, która zwiększy wartość naukową misji robotycznych, będzie miała również kluczowe znaczenie dla przyszłej eksploracji powierzchni przez człowieka. W oparciu o wkład zespołu Science Definition Team NASA określiła ostateczne cele dla łazika. Stały się one podstawą do ogłoszenia wiosną 2014 roku przetargu na dostarczenie instrumentów dla ładunku naukowego łazika. Misja będzie również próbowała zidentyfikować wodę podpowierzchniową, ulepszyć techniki lądowania oraz scharakteryzować pogodę, pył i inne potencjalne warunki środowiskowe, które mogą mieć wpływ na przyszłych astronautów mieszkających i pracujących na Marsie.
Kluczowym wymogiem misji dla tego łazika jest pomoc w przygotowaniu NASA do kampanii Mars Sample Return (MSR), która jest potrzebna przed jakąkolwiek załogową misją. Taki wysiłek wymagałby trzech dodatkowych pojazdów: orbitera, łazika pobierającego i dwustopniowego, napędzanego paliwem stałym pojazdu wznoszącego na Marsa (MAV), które nie wchodzą w skład misji. Od 20 do 30 wywierconych próbek zostanie zebranych i zbuforowanych wewnątrz małych rurek przez łazik Perseverance, i pozostawionych na powierzchni Marsa w celu ewentualnego późniejszego pobrania przez NASA we współpracy z ESA. „Łazik pobierający” odzyskałby skrytki z próbkami i dostarczył je do dwustopniowego, napędzanego paliwem stałym pojazdu wznoszącego na Marsa (MAV).
W lipcu 2018 roku NASA zleciła Airbusowi opracowanie projektu koncepcyjnego „łazika pobierającego”. MAV wystartowałby z Marsa i wszedł na orbitę o wysokości 500 km, a następnie dokonał rendez-vous z Next Mars Orbiter lub Earth Return Orbiter. Pojemnik z próbkami zostałby przeniesiony do pojazdu wejścia na Ziemię (EEV), który przywiózłby go na niebieską planetę, wszedł w atmosferę pod spadochronem i twardo wylądował w celu odzyskania i przeprowadzenia analiz w specjalnie zaprojektowanych bezpiecznych laboratoriach.

## Łazik Perseverance

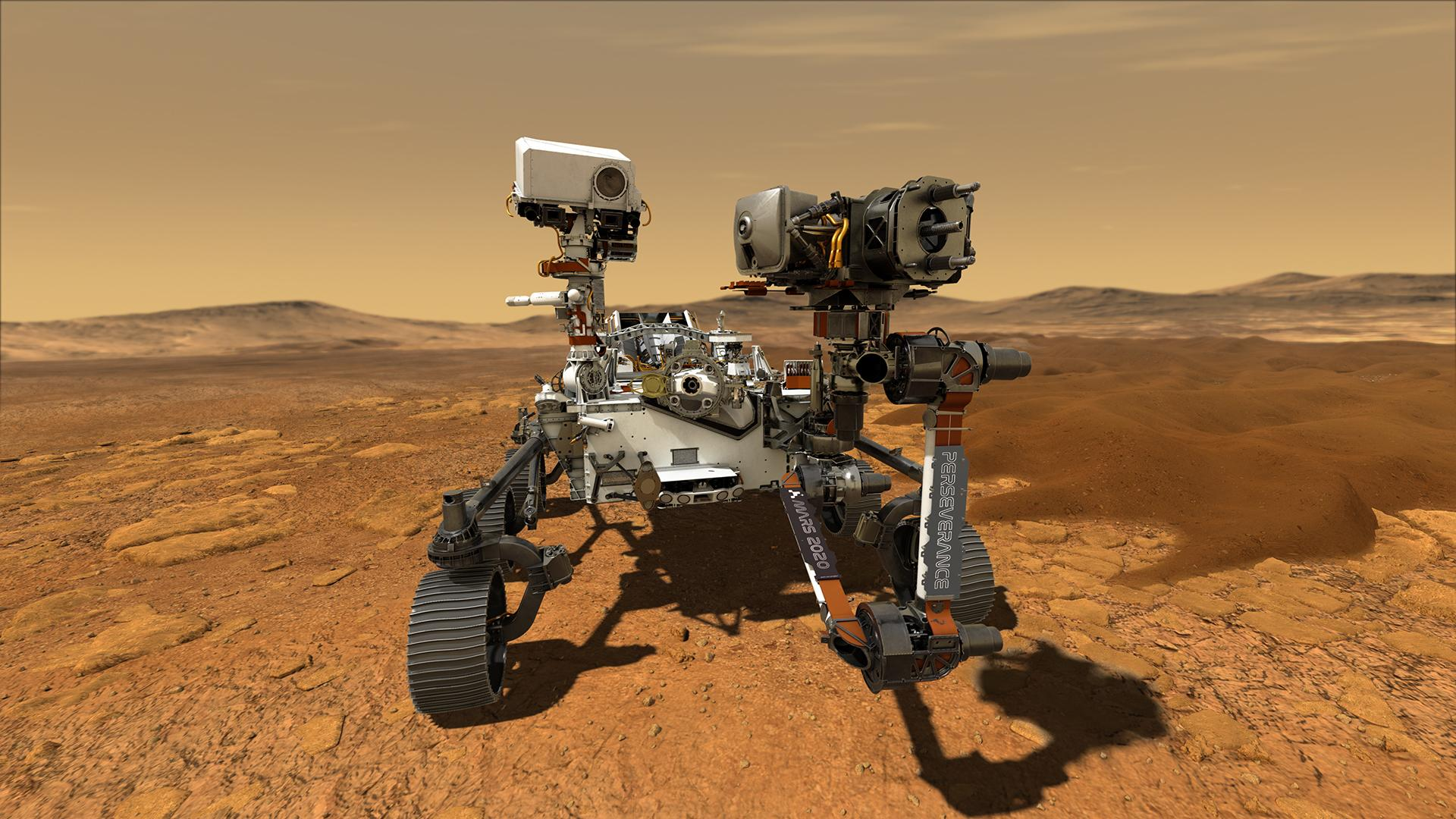
Łazik Perseverance

Perseverance został zaprojektowany z pomocą zespołu inżynierów Curiosity, ponieważ oba są dość podobne i mają wspólny sprzęt. Inżynierowie przeprojektowali koła Perseverance, aby były bardziej wytrzymałe niż koła Curiosity, które po kilometrach jazdy po powierzchni Marsa wykazały postępujące pogorszenie. Perseverance ma grubsze, bardziej wytrzymałe aluminiowe koła, o zmniejszonej szerokości i większej średnicy, 52,5 cm, niż koła Curiosity o średnicy 50 cm. Aluminiowe koła są pokryte knagami dla trakcji i zakrzywionymi tytanowymi szprychami dla sprężystego wsparcia. Połączenie większego zestawu instrumentów, nowego systemu pobierania próbek i buforowania oraz zmodyfikowanych kół sprawia, że Perseverance jest o 14 procent cięższy od Curiosity, a ważą odpowiednio 1025 kg i 899 kg. Łazik jest wyposażony w pięcioprzegubowe ramię robotyczne o długości 2,1 m. Ramię to jest używane w połączeniu z wieżyczką do analizy próbek geologicznych z powierzchni Marsa.
Łazik wyposażony jest w 23 kamery, każda z nich pełni inną funkcję. Oprócz tego na jego pokładzie znajdują się również dwa mikrofony, które umożliwiły pierwszą transmisję dźwięków z Marsa. Chociaż dwie poprzednie misje NASA miały na pokładzie przetworniki dźwięku, lądowanie Mars Polar Lander zakończyło się niepowodzeniem, a mikrofon wbudowany w kamerę modułu schodzącego Phoenixa nigdy nie został aktywowany.

### Planetarny instrument do litochemii rentgenowskiej (PIXL)
Planetarny Instrument do Rentgenowskiej Litochemii (PIXL) to spektroskop fluorescencji rentgenowskiej, wyposażony również w kamerę o wysokiej rozdzielczości, zaprojektowany w celu określenia składu pierwiastkowego powierzchni Marsa. PIXL został opracowany przez zespół kierowany przez Abigail Allwood z NASA Jet Propulsion Laboratory (JPL) w Pasadenie w Kalifornii.

### SuperCam
SuperCam to zespół czterech spektrometrów przeznaczonych do wykonywania analiz skał i gleb metodą spektroskopii plazmy indukowanej laserem. Supercam może być użyty do poszukiwania związków organicznych w skałach i regolitach. Został on opracowany w celu identyfikacji biosygnatur mikrobów na Marsie.
Instrument ten, opracowany głównie przez zespół z Los Alamos National Laboratory w Los Alamos w Nowym Meksyku, był również wspierany przez francuską agencję kosmiczną (L'Institut de Recherche en Astrophysique et Planétologie [CNES/IRAP]), jak również przez ośrodki badawcze na Uniwersytecie Hawajskim i Uniwersytecie Valladolid w Hiszpanii.

### Mastcam-Z
Mastcam-Z to system kamer panoramicznych i stereoskopowych z obiektywem zmiennoogniskowym. Instrument ten ma również za zadanie określić minerały na powierzchni Marsa i pomóc w nawigacji. Instrument został opracowany przez grupę Jamesa Bella z Arizona State University w Tempe, a zbudowany m.in. przez Malin Space Science Systems w San Diego w Kalifornii. Oprócz innych amerykańskich uniwersytetów w projekt zaangażowane były lub nadal są również Niemieckie Centrum Lotnictwa i Kosmonautyki oraz austriackie Joanneum Research GmbH. Instrument został opracowany przez Niemieckie Centrum Lotnictwa i Kosmonautyki.

## HelikopterIngenuity

Test śmigieł Ingenuity na powierzchni Marsa

W ramach misji Mars 2020 po raz pierwszy na inne ciało niebieskie został wysłany dron-śmigłowiec o nazwie Ingenuity. Ingenuity to zrobotyzowany helikopter, który zademonstrował technologię lotu wiropłatów w niezwykle cienkiej atmosferze Marsa. Dron został wypuszczony z pokładu łazika i podczas 31-dniowej kampanii testowej na początku misji poleciał pięć razy. Każdy lot tej fazy trwał nie więcej niż 120 sekund, na wysokości od 3 do 10 metrów od ziemi. W trzecim locie helikopter pokonał dystans około 50 m w jedną stronę. Wykorzystywał autonomiczne sterowanie i przesyłał dane do Perseverance podczas lotu oraz bezpośrednio po każdym lądowaniu. 19 kwietnia 2021 odbył się pierwszy zasilany lot na innej planecie. NASA będzie mogła oprzeć się na wynikach przy projektach przyszłych misji na Marsa.
Poza kamerami Ingenuity nie przenosił żadnego wyposażenia. Dron służył przede wszystkim jako model testowy dla przyszłych obiektów latających na Marsie. Był zasilany przez akumulatory ładowane z ogniw słonecznych. Jego waga na Ziemi wynosiła 1,8 kilograma (około 18 niutonów), co odpowiada 6,8 niutonom na Marsie. Fakt, że na helikopter na powierzchni Marsa działa tylko około jedna trzecia ziemskiej grawitacji, ułatwiał jego wznoszenie. Z kolei gazowa atmosfera Marsa, która ma tylko jedną setną gęstości ziemskiej, utrudnia wirnikom helikoptera wytwarzanie siły nośnej. Aby wystartować, dwie współosiowo zamontowane, przeciwbieżnie obracające się łopaty wirnika z CFRP o długości 1,2 m poruszały się z prędkością 2400 obrotów na minutę.

## Kroki milowe
- 18 lutego 2021 r. – lądowanie Perseverance na powierzchni Marsa
- 4 marca 2021 r. – pierwszy test funkcji napędu łazika Perseverance
- 3 kwietnia 2021 r. – umieszczenie na powierzchni Marsa helikoptera Ingenuity
- 3–4 kwietnia 2021 r. – Mars Environmental Dynamics Analyzer (MEDA) zarejestrował pierwszy raport pogodowy na Marsie[47]
- 19 kwietnia 2021 r. – pierwszy testowy lot helikoptera Ingenuity
- 20 kwietnia 2021 r. – Mars Oxygen ISRU Experiment (MOXIE) wygenerował 5,37 g tlenu z dwutlenku węgla podczas testu na Marsie